# Sikandrabad
Sikandrabad (o Sikandarabad) è una suddivisione dell'India, classificata come municipal board, di 69.902 abitanti, situata nel distretto di Bulandshahr, nello stato federato dell'Uttar Pradesh. In base al numero di abitanti la città rientra nella classe II (da 50.000 a 99.999 persone).

## Geografia fisica
La città è situata a 28° 26' 60 N e 77° 42' 0 E e ha un'altitudine di 201 m s.l.m..

## Società

### Evoluzione demografica
Al censimento del 2001 la popolazione di Sikandrabad assommava a 69.902 persone, delle quali 36.600 maschi e 33.302 femmine. I bambini di età inferiore o uguale ai sei anni assommavano a 11.928, dei quali 6.376 maschi e 5.552 femmine. Infine, coloro che erano in grado di saper almeno leggere e scrivere erano 34.819, dei quali 21.166 maschi e 13.653 femmine.